# IC 818
IC 818 ist eine Spiralgalaxie mit aktivem Galaxienkern vom Hubble-Typ Sb im Sternbild Coma Berenices am Nordsternhimmel. Sie ist schätzungsweise 209 Millionen Lichtjahre von der Milchstraße entfernt und hat einen Durchmesser von etwa 55.000 Lichtjahren.

Im selben Himmelsareal befinden sich u. a. die Galaxien IC 820, IC 821, IC 822.
Das Objekt wurde am 18. Mai 1892 vom österreichischen Astronomen Rudolf Spitaler entdeckt.